# Apolochus pillaii
Apolochus pillaii is een vlokreeftensoort uit de familie van de Amphilochidae. De wetenschappelijke naam van de soort is voor het eerst geldig gepubliceerd in 1983 door J. L. Barnard & Thomas.